# Lengvárt
Lengvárt (szlovákul: Dlhé Stráže, korábban Lengvárty, németül: Litzier) község Szlovákiában, az Eperjesi kerület Lőcsei járásában.

## Fekvése
Lőcsétől 5 km-re nyugatra fekszik.

## Története
A falut német telepesek alapították a 13. század második felében, először 1278-ban említik „Bicere” néven. Mai magyar nevén 1317-ben tűnik fel először „Landvar” alakban, ekkor Lőcse városának birtoka volt. Gótikus Szűz Mária temploma a 14. században már állt. 1360-ban az Illés család birtoka lett. A későbbiekben „Bicir” (1360), „Pecher alias Lengvarth”, „Langwarthdorf” (1407), „Bychir” (1411), „Langwarthdorf” (1424) néven szerepet a különböző írott forrásokban. Több birtokos után a 16. században ismét Lőcse szerezte meg. 1667-ben 6 jobbágy és 6 zsellércsalád élt itt. 1787-ben 20 házában 124 lakos élt.
A 18. század végén Vályi András így ír róla: „LENGVARD. vagy Lingvárd. Elegyes falu Szepes Várm. földes Ura Lőcse Városa lakosai katolikusok, fekszik Drávecznak szomszédságában, és annak filiája, határja is hozzá hasonlító.”
1828-ban 19 háza és 175 lakosa volt. Lakói főként mezőgazdasággal foglalkoztak.
Fényes Elek 1851-ben kiadott geográfiai szótárában így ír a faluról: „Lengvárt, tót falu, Szepes vármegyében, Csötörtökhely fil., 175 kath. lak. Tehenészet. F. u. Lőcse városa, ettől 1 1/2 óra.”
A trianoni diktátum előtt Szepes vármegye Lőcsei járásához tartozott.

## Népessége
| Év:            | 1994. | 2004.    | 2014.    | 2024.   |
| -------------- | ----- | -------- | -------- | ------- |
| Emberek száma: | 439   | 503      | 564      | 618     |
| Eltérés:       |       | +14,57 % | +12,12 % | +9,57 % |

| Év:            | 2023. | 2024.   |
| -------------- | ----- | ------- |
| Emberek száma: | 613   | 618     |
| Eltérés:       |       | +0,81 % |

1910-ben 230, többségben szlovák lakosa volt, jelentős cigány kisebbséggel.
2001-ben 502 szlovák lakosa volt.
2011-ben 541 lakosából 521 szlovák.

## Nevezetességei
- Szent György temploma 1800 körül épült klasszicista stílusban. 14. századi gótikus szobra van.